# Bernardia fonsecae
Bernardia fonsecae là một loài thực vật có hoa trong họ Đại kích. Loài này được A.Cerv. & J.Jiménez Ram. mô tả khoa học đầu tiên năm 2002.